# Quilòmetre 31
Quilòmetre 31 (originalment en castellà, Kilómetro 31) és una pel·lícula mexicana del gènere de terror i misteri que es va estrenar en 2007 sota la productora Lemon Films, dirigida per Rigoberto Castañeda i protagonitzada per Iliana Fox. Està inspirada en la llegenda de la Llorona i les llegendes urbanes sobre fantasmes a les carreteres. Pel 2013 es va programar la seva seqüela, Kilómetro 31-2. S'ha doblat al català.

## Trama
Mentre conduïa a través de l'altura del quilòmetre 31 d'una carretera solitària, Àgata Hameran (Iliana Fox) colpeja a un nen. Ella es baixa del seu cotxe per a ajudar a la víctima i en aquest moment altre cotxe l'atropella, quedant en un coma profund després de la intervenció mèdica. La seva germana bessona, Catalina, sent el dolor d'Àgata telepàticament i sent murmuris demanant ajuda. Juntament amb el seu xicot Nuño i el xicot d'Àgata, tornen a l'altura del km. 31 d'aquella carretera, i s'assabenten que en aquest lloc s'han succeït una sèrie d'accidents sobrenaturals causats pel fantasma d'una mare (La Llorona) que va perdre al seu fill molts anys enrere. A més, Catalina descobreix que l'esperit d'Àgata es troba atrapat entre el món dels vius i els morts.

## Repartiment
- Iliana Fox... Ágata / Catalina (Protagonista)
- Adrià Collado... Núño
- Raúl Méndez... Omar
- Luisa Huertas... Anciana
- Fernando Becerril... Doctor
- Mikel Mateos... Niño
- Carlos Aragón... Ugalde
- Hanna Sirog... Ágata (doble)
- Julán Álvarez... Nen
- Anastasia Acosta
- Marcela Pezet... La Llorona
- Claudette Maillé... Mamá
- Giselle Audirac... Infermera
- Camilo San Vicente... Jutge 1
- Everardo Arzate... Camiller
- Mónica Bejarano... Recepcionista
- María Inés Pintado... Recepcionista #2

## Recepció
La IMDb li dona un rang de 5.3/10 a aquest film, qualificació que es basada en 2,100 vots, d'altra banda FilmAffinity la qualifica amb un 4.2/10 basada en 1,416 vots. En la seva setmana d'estrena va aconseguir recaptar $16'697,288 MXN en 228 sales de cinema a Mèxic. Fou exhibida com a part de la selecció oficial al XL Festival Internacional de Cinema Fantàstic de Catalunya.

## Seqüela
KM 31: Sin Retorno es va estrenar el 28 d'octubre de 2016, comptant novament amb Iliana Fox i dirigida per Roberto Castañeda.

## Premis
- L edició dels Premis Ariel: millor vestuari, maquillatge, efectes especials i efectes visuals
- Premis El Tigre